# Икономика на вниманието
Икономика на вниманието е подход към човешкото боравне с информация, което използва елементи от икономически теории при решаване на различни проблеми с неговото управление. Фундаменталната постановка е дадена от Матю Крауфорд: „Вниманието е ресурс - всеки човек има краен дял от него.“
Вниманието е фокусирана умствената ангажираност към определена информация. Отделен елемент изпъква в нашето съзнание, ние установяваме нещо конкретно предмет и след това решаваме дали да действаме.

Доколкото съдържанията стават все по-изобилни и достъпни, вниманието се превръща в ограничаващ фактор при потреблението на информация. Важно при този ефект е, че умствената способност на хората е ограничена и по този начин е ограничена също и рецептивността на информацията. Вниманието се използва от човешкия мозък за филтриране на най-важната информация. Софтуерните приложения често отчитат икономиката на вниманието при изработване на потребителския си интерфейс, разбирайки, че ако е нужно твърде дълго време на потребителя за да открие нещо, той ще предпочете друго, по семпло приложение. Това се прави например чрез създаване на филтри, за да се уверим, че първото съдържание, което зрителя вижда е уместно.
Хърбърт Саймън първи формулира концепцията за икономика на вниманието. Той отбелязва, че в много реализации на информационни системи проблемът неправилно се схваща като недостиг на информация, а не като недостиг на внимание. В резултат на това изграждат системи, които предлагат все повече информация вместо да филтрират неподходяща или незначителната. През последните години концепцията на Саймън за проблема с информационното претоварване става все по-популярна. Бизнес Стратези като Thomas H.Davenport и Michael H. Goldhaber са възприели термина „икономика на вниманието“.
Експерта по дигитална култура Кевин Кели е идентифицирал 8 нематериални активи, които правят съдържанието ценно (дори в свят от изобилие на информация). Кели е особено фокусиран върху нематериалните активи, които биха накарали хората да плащат за съдържание, и макар повечето маркетолози да не искат плащане, ние искаме внимание, което означава, че цялото съдържание безплатно или не е нашата конкуренция.
1. незабавно осигуряване на достъп и доставка, това е моделът, който понастоящем се приема много ефективно.
2. персонализация – съдържание, което е специално пригодено за вас, най-добрият пример за използване на персонализация за създаване на стойност е в разработването на съдържание
3. тълкуване – осигуряване на подкрепа, насоки, контекст за разбиране на дадена тематична област.
4. автентичност – истински съвет от истински хора, това е мястото където социалните мрежи започват да блестят: Instagram видео, Snapchat истории, facebook live
5. достъпност – съдържание, което е достъпно когато и където си искате, това има по-малко общо с действителното съдържание, повече с технологията, поддържаща доставката на съдържанието и достъпа.
6. вариант на изпълнение – форматът, в който се доставя съдържанието. Едно от предизвикателствата на дигиталното съдържание е, че се разглежда като по същество по-малко ценно от физическото съдържание. Очакваме да плащаме за книги, но да спрем преди да предадем пари за цифрово съдържание.
7. Патронаж: „разтоварване“ за съдържание. Това е подход, който е много по-жизнеспособен за потребителите или за равнопоставените пространства, отколкото за бизнеса.
8. намиращо се филтриране на неподходящо съдържание и извличане на добри неща. Отново доминират платформи срещу издатели.

Икономика на вниманието е от значение за социалната сфера. По-конкретно дългосрочното внимание може да се разглежда и в зависимост от вниманието, което човек посвещава на управлението на взаимодействията си с другите. Предоставянето на прекалено голямо внимание на тези взаимодействия може да доведе до „претоварване на социалното взаимодействие“ т.е. когато хората са претоварени с управлението на взаимоотношенията си с други хора, например в контекста на услугите на социалните мрежи, в които хората са обект на високо ниво на социални призиви. Цифровите медии и интернет улесняват участието в тази икономика, като създават нови канали за разпространение на вниманието. Обикновените хора вече имат право да достигат до широка аудитория, като публикуват собствено съдържание и коментират съдържанието на другите.
1. ↑  Introduction, Attention as a Cultural Problem //  The World Beyond Your Head: On Becoming an Individual in an Age of Distraction. 1st.   Farrar, Straus and Giroux, March 31, 2015. ISBN 978-0374292980. с. 11. In the main currents of psychological research, attention is a resource—a person has only so much of it.
2. ↑  Davenport, Thomas, Beck, John. The Attention Economy: Understanding the New Currency of Business.   Cambridge, MA: Harvard Business School Press, 2001. ISBN 9781578518715. Посетен на 29 October 2020.